# Puente Mirabeau
El puente Mirabeau  (en francés: Pont Mirabeau) es un puente parisino sobre el río Sena que une el XV Distrito con el XVI. Fue construido entre 1893 y 1896 y declarado monumento histórico en 1975.
No debe confundirse con otro "puente de Mirabeau" (Pont de Mirabeau) situado en el desfiladero Mirabeau (Défilé de Mirabeau) sobre el río Durance, entre Mirabeau y Jouques, al sureste de Francia.

## Historia
La decisión de construir el nuevo puente fue tomada por Sadi Carnot, Presidente de la República, el 12 de enero de 1893. Fue diseñado por el ingeniero Paul Rabel, responsable de los puentes de París, asistido por Jean Résal y Amédée Alby.  La empresa encargada de la obra fue Daydé & Pillé.

## Estructura
El puente se compone de tres arcos: uno principal de 93 metros de longitud y dos laterales de 32,4 metros cada uno. Los dos soportes del puente representan dos barcos. El más cercano a la margen derecha baja el río Sena, mientras que el situado en la margen izquierda sube el río. Estos barcos están decorados con cuatro estatuas alegóricas de Jean-Antoine Injalbert que representan: la ciudad de París, la navegación, la abundancia y el comercio. Las cuatro estatuas muestran también en su parte superior el escudo de la ciudad. 

## El puente en el arte
- Le pont Mirabeau es uno de los poemas más conocidos de Guillaume Apollinaire
- Brassens hace mención a él en su canción Les Ricochets.
- Le pont Mirabeau es una canción de Léo Ferré de 1951, versionada por Marc Lavoine en 2001.
- Paul Celan se habría suicidado en la noche del 19 al 20 de abril de 1970 tirándose al río desde este puente, lo que elevó la carga poética del lugar.

## Galería de imágenes
- Fotos de las cuatro estatuas que adornan el puente. Son obras del escultor Jean-Antoine Injalbert. Los frisos y relieves de la cubierta del puente son obra de su alumno Antoine Sartorio.

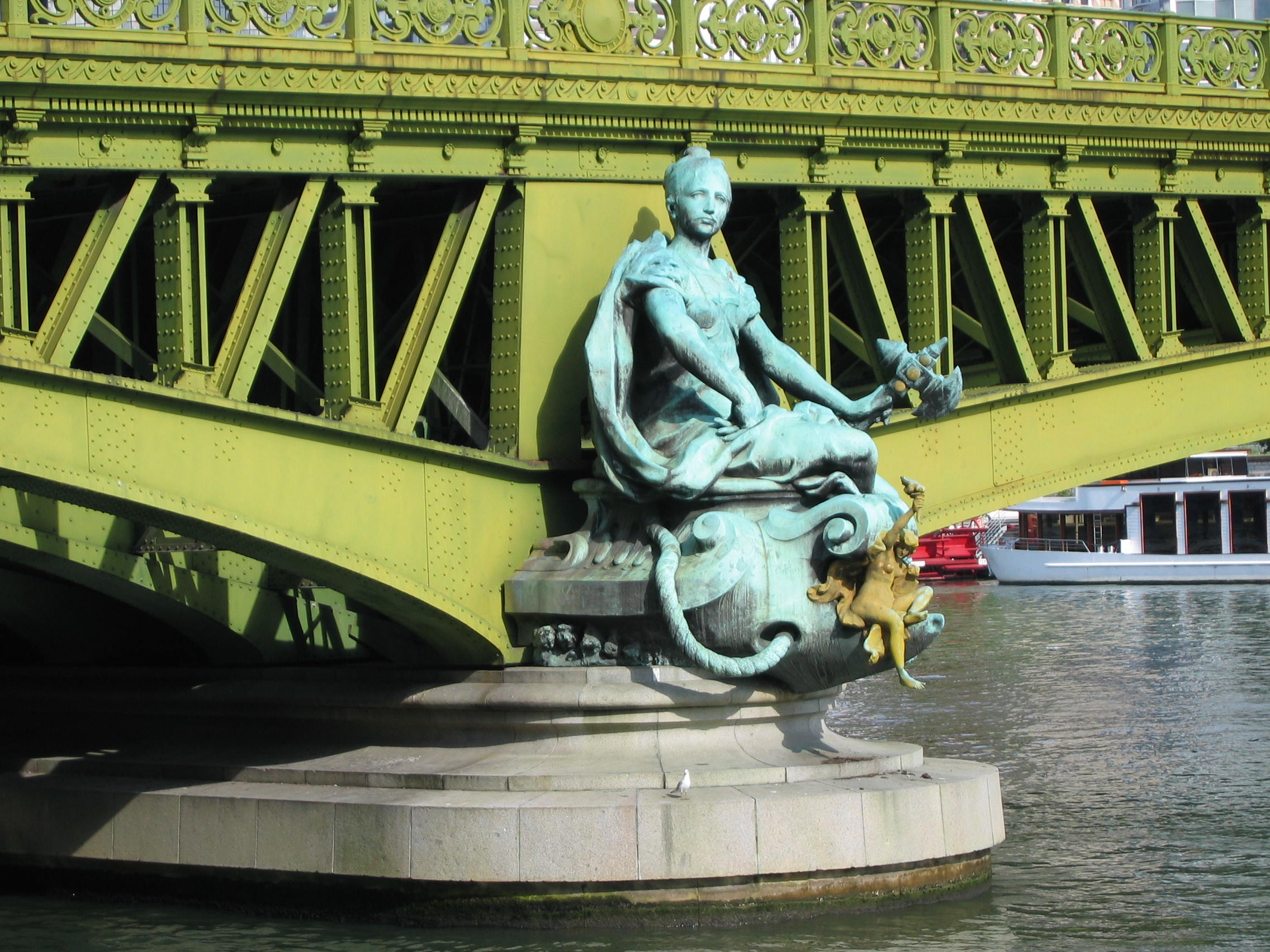
La alegoría de la ciudad de París.
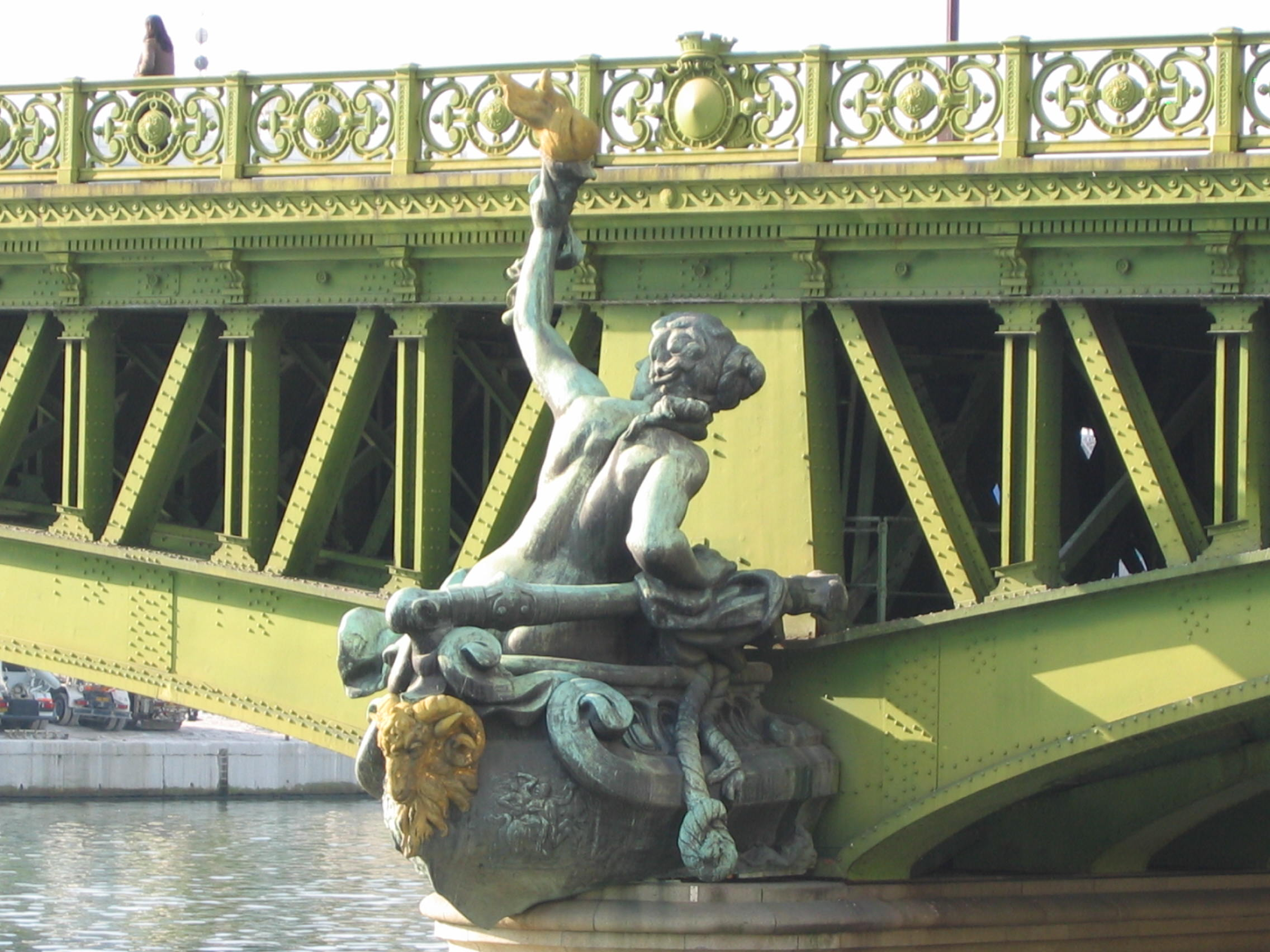
La alegoría de la navegación.
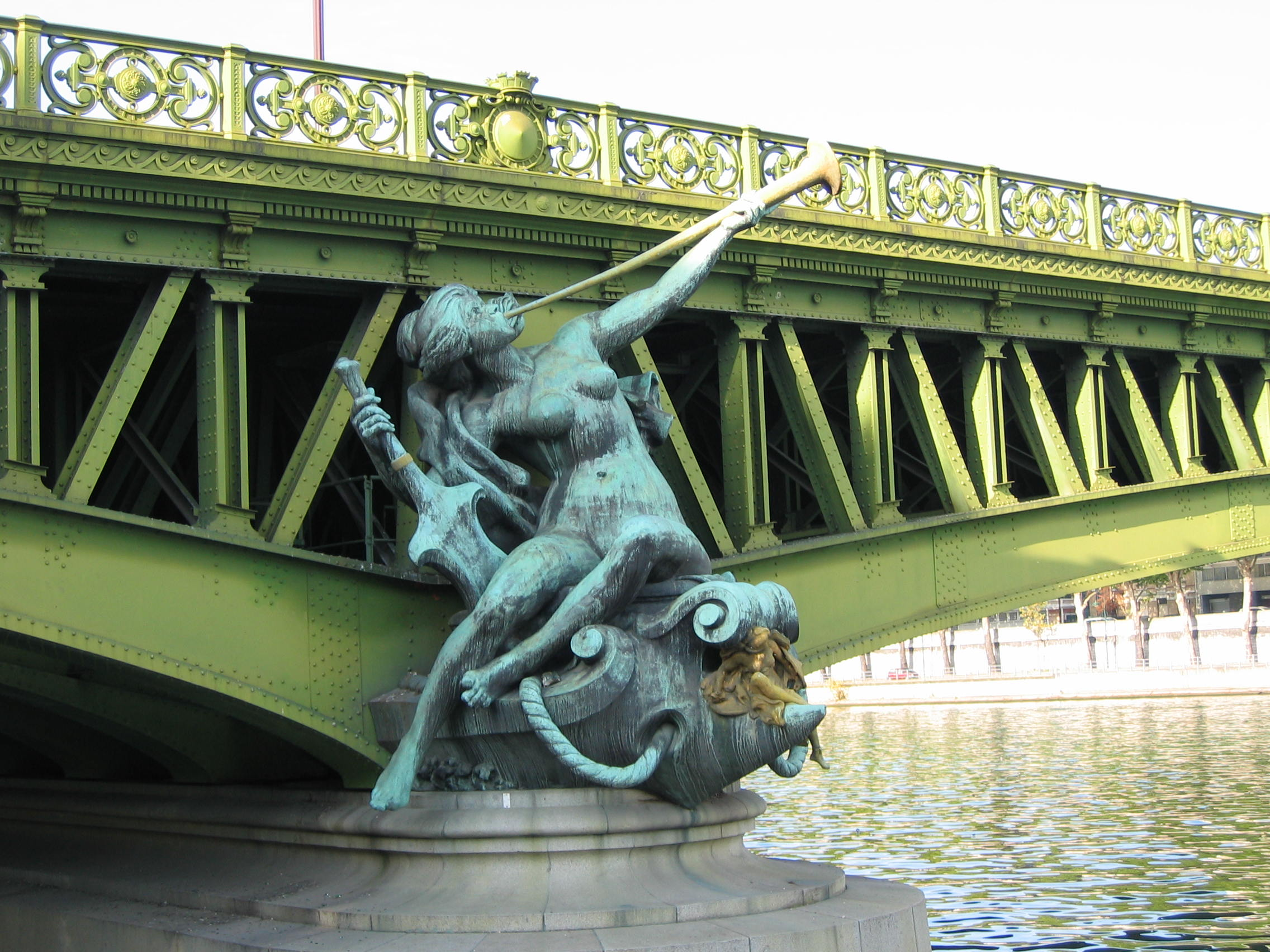
La alegoría de la abundancia.
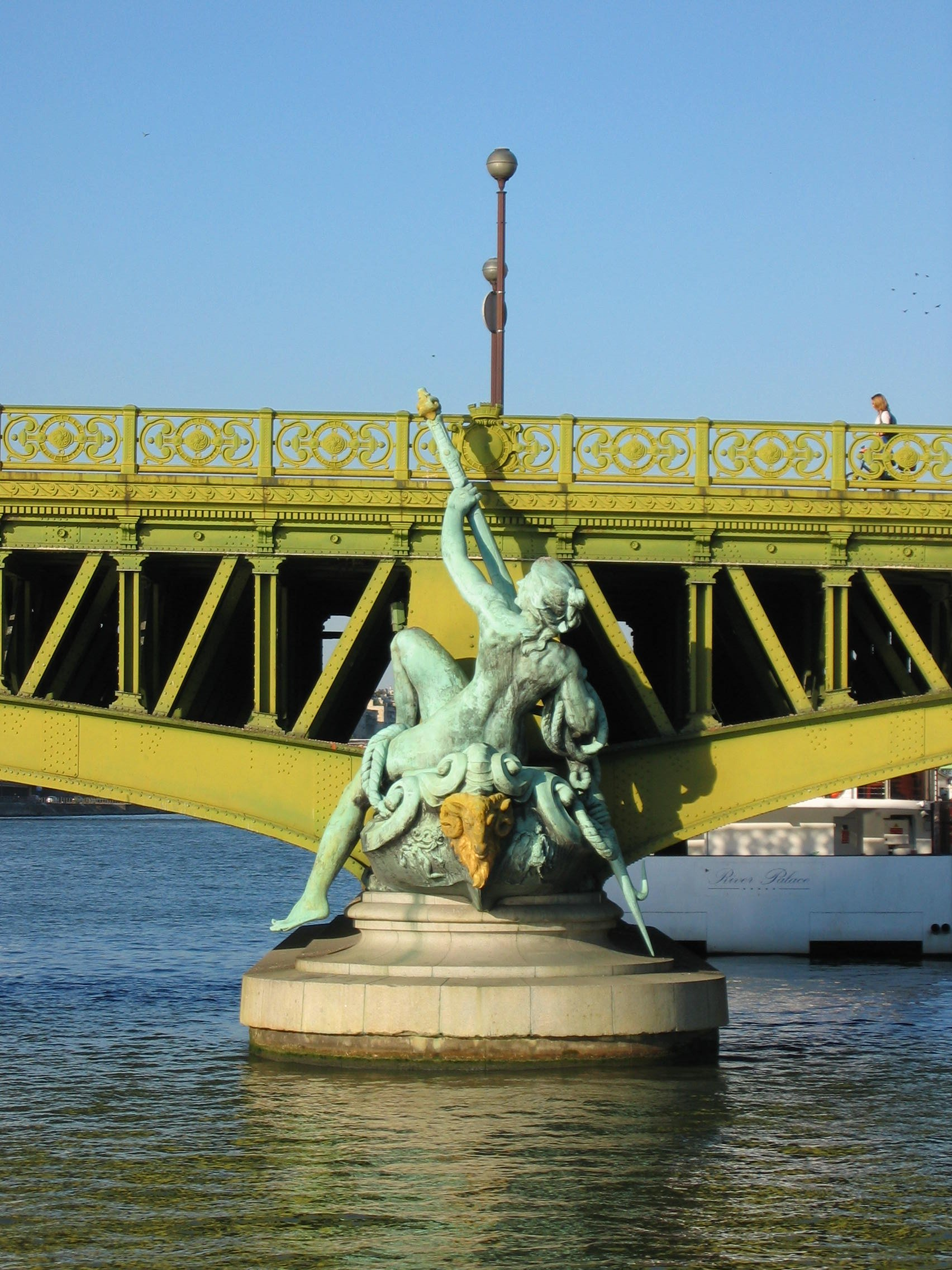
La alegoría del comercio.